# Hohe Tauern

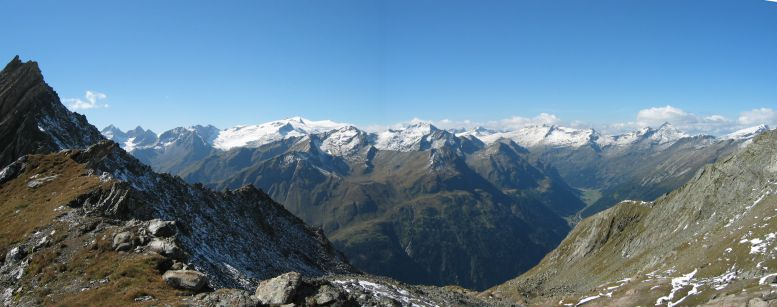
Vista del grupo Venediger desde la cordillera Hohe Tauern.

Hohe Tauern es la cordillera más grande de la zona central-este de los Alpes, ubicado en los montes de Brenner, que incluye algunas de las grandes montañas ubicadas en Austria. Esta cordillera está incluida dentro de las comunidades austriacas de Salzburgo, Carintia y el este de Tirol.
Limita al norte con el valle de Salzburgo, separado de él por los alpes de Kitzbühel; al este con el valle del río Mur, del que lo sepra  la cordillera Niedere Tauern; al sur limita con el valle del río Drava; y por último limita al oeste con el puerto de Birnlücke.
En el centro de esta región, está ubicado un parque natural, con una extensión de 1800 km², siendo el parque natural más grande de los seis que hay en Austria.
El nombre de la cordillera significa en castellano "Grandes puertos de montaña".

## Zonas significativas
De oeste a este, se pueden señalar las siguientes zonas más importantes de la cordillera:
- Zona de Venediger: Tiene cerca de veinte picos que oscilan entre los 3000 y 3666 metros de altura.
- Zona de Granatspitz.
- Zona de Glockner: El pico más importante alcanza los 3798 metros de altura (Großglockner)
- Zona de Goldberg.
- Zona de Ankogel: Las montañas más importantes son el Ankogel y el Hochalmspitze, de 3246 y 3360 metros de altura respectivamente.

## Picos
Los picos más importantes de esta cordillera son:
| Pico                | Ubicación zonal | Altura (m) |
| ------------------- | --------------- | ---------- |
| Großglockner        | Glockner        | 3798       |
| Großvenediger       | Venediger       | 3660       |
| Großes Wiesbachhorn | Glockner        | 3570       |
| Dreiherrnspitze     | Venediger       | 3505       |
| Rötspitze           | Venediger       | 3496       |
| Johannisberg        | Glockner        | 3467       |
| Hochgall            | Rieserferner    | 3440       |
| Großer Geiger       | Venediger       | 3365       |
| Ruthnerhorn         | Rieserferner    | 3360       |
| Hochalmspitze       | Ankogel         | 3355       |
| Roter Knopf         | Schober         | 3296       |
| Hocharn             | Goldberg        | 3258       |
| Ankogel             | Ankogel         | 3253       |
| Hochschober         | Schober         | 3250       |
| Kitzsteinhorn       | Glockner        | 3204       |
| Sonnblick           | Goldberg        | 3108       |